# Rue Sainte-Catherine (Bayonne)
Pour les articles homonymes, voir Rue Sainte-Catherine.
 (août 2023).
Si vous disposez d'ouvrages ou d'articles de référence ou si vous connaissez des sites web de qualité traitant du thème abordé ici, merci de compléter l'article en donnant les références utiles à sa vérifiabilité et en les liant à la section « Notes et références ».
La rue Sainte-Catherine est une rue du quartier Saint-Esprit à Bayonne dans les Pyrénées-Atlantiques.
Au numéro 8 de la rue se trouve une auberge de jeunesse, agrandie en 2023.

## Situation et accès
Cette rue débute place de la République et allée Marcel-Suarès et se termine boulevard Jean-d'Amou et rue Denis-Etcheverry.

## Historique
Historiquement fondé par la communauté juive, le quartier avait pour artère principale l'actuelle rue Sainte-Catherine, appelée à l'époque « rue la Juiverie » par les Bayonnais.
En hommage à Claude Lévi-Strauss, dont le grand-père était le rabin de Bayonne, certains militent aujourd'hui pour que la rue prenne le nom du célèbre anthropologue mort en 2008.